# Takako Doi
Takako Doi (土井 たか子 Doi Takako?,  30 de noviembre de 1928 - 20 de septiembre de 2014) fue una política japonesa.

## Biografía
Estudió Derecho en la Universidad Doshisha. En 1969 ingresó a la Dieta de Japón como miembro del Partido Socialista de Japón (PSJ) por el 2 distrito de Hyōgo. Pasó la primera década con un perfil bajo hasta 1980, cuando llamó la atención nacional al criticar duramente el trato desigual que se daba en Japón a las mujeres. Presionó a la Dieta a firmar la Convención sobre la eliminación de todas las formas de discriminación contra la mujer en 1985. 
Se convirtió en Viceministra del PSJ en 1984 y en la primera lideresa de un partido político en la historia de Japón en 1986, al convertirse en Presidente de la División de Política Central del PSJ. Renunció en 1991, a vísperas de la Guerra del Golfo, pero retornó para dirigir el Partido tras su desastrosa derrota electoral en 1996, para luego volver a renunciar en el 2003.
Como lideresa del Partido Socialista de Japón, fue una política de oposición muy popular. Su obra más notable fue renombrar el PSJ como Partido Socialdemócrata de Japón en 1996, argumentando que su intención era formar un partido más moderado y atraer a las mujeres a la política. A pesar de esto, en 1998 exmiembros del PSJ y el PLD formaron el Partido Democrático de Japón, razón por la cual el Partido Socialdemócrata empezó a perder miembros. El PSD cayó aún más cuando los secuestros de ciudadanos japoneses por parte de Corea del Norte (a quien el PSD había políticamente apoyado) fueron revelados en 2002. Videos eran mostrados por televisión donde Doi y otros miembros del PSD elogiaban a Kim Il-sung y aconsejaban a las familias de los secuestrados que "dejasen de molestar". Doi pidió disculpas a las familias por esta actitud y arguyó que los norcoreanos le habían mentido todo el tiempo, pero tuvo que dimitir como lideresa del partido.
En las elecciones de 2003 perdió su asiento pero retuvo una posición en la Dieta gracias al sistema proporcional de representación. Finalmente perdió su asiento en las elecciones del 11 de septiembre de 2005.